# Luftstreitkräfte der Volksrepublik China

Flagge der Luftstreitkräfte

Die Luftstreitkräfte der Volksrepublik China (chinesisch 中國人民解放軍空軍 / 中国人民解放军空军, Pinyin Zhōngguó Rénmín Jiěfàngjūn Kōngjūn, englisch People’s Liberation Army Air Force, kurz PLAAF)  sind eine von sechs Teilstreitkräften der Volksbefreiungsarmee. Ihr gehören rund 250.000 Soldaten an, davon rund 90.000 Wehrpflichtige. Kommandeur ist seit 2021 General Chang Dingqiu.

## Gliederung
Die chinesische Luftwaffe gliedert sich seit der Militärreform von 2016 in fünf Kommandos, die den fünf regionalen Militärbezirken der Volksbefreiungsarmee zugeordnet sind. Die Gliederung der fliegenden Verbände folgt demselben Prinzip wie bei der bundesdeutschen Luftwaffe:
- Division (师) [Anm. 2]
  - Geschwader (团) [Anm. 3]
    - Gruppe (大队) [Anm. 4]
      - Staffel (中队) [Anm. 5]
        - Rotte (小队) [Anm. 6]

## Luftlandetruppe
Anders als die meisten anderen Länder verfügt China sowohl im Heer als auch in der Luftwaffe über Luftlandekräfte. Im Heer handelt es sich dabei jeweils um Brigaden, die verschiedenen übergeordneten Großverbänden zugeordnet sind und zum kleinen Teil auch unabhängig existieren.
Die Luftwaffe verfügt nach Erkenntnissen des US-Verteidigungsministeriums über maximal sechs Luftlandebrigaden, von denen eine de facto eine luftbewegliche Brigade sein soll und eine durch Ausstattung mit Luftlandepanzern des Typs ZBD-03 mechanisiert ist. Dazu kommen eine Spezialeinheiten-Brigade, eine Unterstützungsbrigade und eine Lufttransportbrigade.

## Ausrüstung

Flugzeugkokarde der Luftstreitkräfte der Volksbefreiungsarmee

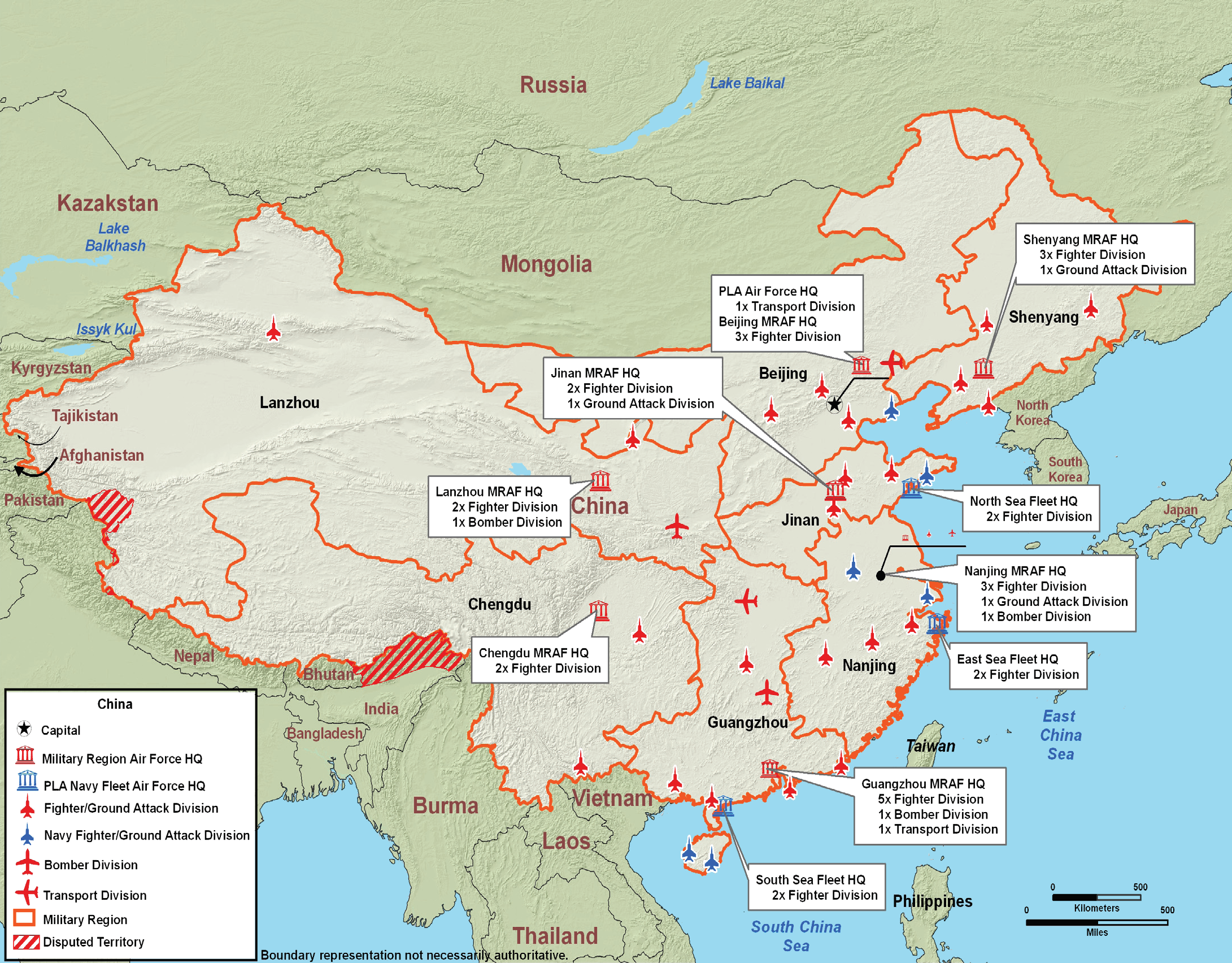
Stationierung größerer Luftwaffeneinheiten der VBA (2008).

Zusammen mit den Fliegern der Marine verfügte die chinesische Luftwaffe im Jahr 2021 über rund 2800 Luftfahrzeuge (ohne Ausbildungsflugzeuge und Drohnen), davon rund 2250 Kampfsysteme.

### Kampfflugzeuge
Die Flug Revue zählte für China zu Beginn 2019 insgesamt 1624 Kampfjets der Typen Shenyang J-11, J-15, J-16, Suchoi Su-27 und Su-30 (391 Stück), Nanchang Q-5 (148 Stück), Shenyang J-8 (143 Stück) und Xian JH-7 (104 Stück) sowie mehr als 548 Stück Chengdu J-10. Dabei handelt es sich um das kombinierte Arsenal der Luftwaffe und der Marineflieger. Am 17. März 2017 stellte China mit der Chengdu J-20 sein erstes Tarnkappen-Kampfflugzeug in Dienst, das es zudem selbst entwickelt hat. Das US-Verteidigungsministerium ging 2022 davon aus, dass rund 800 der insgesamt 1800 Kampfflugzeuge der sogenannten vierten Generation (Stand der Technik zwischen 1970 und 2000) angehören, während die „fünfte Generation“ nur mit einigen wenigen J-20 vertreten war. Nach neuesten Schätzungen soll die Anzahl der Chengdu J-20 auf ca. 195 bis 230 gestiegen sein (Stand 2024).

### Bomber
Die strategische Bomberflotte stützt sich vor allem auf das Modell Xian H-6 in verschiedenen Modernisierungsstufen. Dabei dürfte inzwischen das Modell H-6K dominieren, das auch als Plattform für Marschflugkörper dient. 20 H-6 sollen für den Einsatz von Atombomben ausgerüstet sein.
Die früher sehr zahlreichen Maschinen des Typs NAMC Q-5 dürften 2019 nur noch mit etwas mehr als 150 Flugzeugen einsatzbereit gewesen sein. Dazu kommen kleinere Stückzahlen JH-7A. Die Jagdbomberflotte ist mit Raketen der Typen Ch-29, Ch-31 (bzw. der entsprechenden Eigenentwicklung YJ-91) und Ch-59M bestückt. Eingesetzt wird auch die israelische Anti-Radardrohne Harpy, von der ein chinesischer Nachbau existieren soll.
Ein neuer strategischer Tarnkappenbomber Xian H-20 befindet sich in der Entwicklung.

### Drohnen
In China befinden sich zahlreiche Typen von Drohnen im Einsatz oder sind zumindest in Prototypen gebaut. Relativ breit im Einsatz soll das Modell Xianglong sein, das als hoch fliegende Aufklärungsdrohne dient. Mehrere andere Typen sind als Aufklärungsmittel konzipiert, die aber auch mit Waffen versehen werden können, aber auch reine Waffenträger und eine schwere Transportdrohne sind bekannt.

### Transport und Unterstützung
China begann erst um das Jahr 2000 mit dem Aufbau einer Luftbetankungsflotte, die 2005 erstmals als einsatzbereit gemeldet wurde. Im Einsatz dürften einige Tankflugzeuge des Typ Xian H-6U, einer Variante des gleichnamigen Bombers, und einzelne Iljuschin Il-76 sein. Eine Tankervariante der Xian Y-20 befindet sich in der Entwicklung.
Insgesamt scheinen große Anstrengungen unternommen zu werden, die Zahl der 2016 erstmals an die Truppe ausgelieferten Transporter Xian Y-20 schnell zu erhöhen. Voraussichtlich 2022 soll die erste Einheit der Avic AG600, des größten Amphibienflugzeugs der Welt, an die Truppe übergeben werden. Noch stützt sich der militärische Lufttransport in China aber vor allem auf die Il-76.
In den vergangenen Jahren wurde eine Awacs-Flotte mit hoher Geschwindigkeit entwickelt. Entsprechend sind neben dem ersten Modell KongJing-2000 auch die Typen KJ-200 und KJ-500 im Einsatz. Zumindest eine der KJ-500 ist luftbetankbar
Im Jahr 2019 wurde erstmals ein Flugzeug für Elektronische Gegenmaßnahmen auf Basis des Transporters Shaanxi Y-9 öffentlich präsentiert, 2021 die Shenyang J-16D, welche für ECM- und Anti-Radar-Einsätze modifiziert wurde.

### Flugabwehr
China verfügt über den weltweit größten Bestand an Flugabwehrraketensystemen mit großer Reichweite. Dazu zählen 64 von Russland gekaufte Systeme des Typs S-300PMU-1. 32 Nachfolgemodelle S-300PMU-2 wurden ebenfalls erworben. Im Einsatz sind weiterhin 32 S-300PS sowie die chinesischen Waffen HQ-9 (64 Systeme), KS-1/HQ-12 (60) und HQ-6 (30). China war der erste Exportkunde der russischen S-400 Triumf und bestellte im Jahr 2014 zwei S-400-Regimenter mit insgesamt vier Batterien sowie 128 48N6DM- und 40N6-Lenkflugkörper. Die erste Batterie wurde im Frühling 2018 geliefert und erste Testschüsse wurden Ende 2018 absolviert. Bei einer weiteren Lieferung im Jahr 2019 wurden die S-400-Komponenten beim Schiffstransport beschädigt und nach Streitigkeiten über die entstandenen Liefer- und Reparaturkosten wurde die zweite S-400-Batterie erst im Dezember 2020 an China geliefert. In Entwicklung befindliche verbesserte Varianten des HQ-9 sollen in den kommenden Jahren die Basisvariante und die S-300-Systeme ersetzen. Zu den neueren Eigenentwicklungen gehört der Flugabwehrpanzer PGZ95 sowie sein Nachfolger PGZ09.
Seit etwa dem Jahr 2000 hat die Volksrepublik ein leistungsfähiges, redundantes Netz zur Aufklärung, Kommunikation und Einsatzführung in der Flugabwehr aufgebaut. Es erstreckt sich über das Festland und rund 300 nautische Meilen (556 Kilometer) weit in das über See. Deutlich über diese Flächen hinaus reichen die Radaranlagen auf einigen Inseln im Südchinesischen Meer. Innerhalb dieses Systems werden Ortungsanlagen, Luftabwehrraketeneinheiten und Jagdflugzeugverbände koordiniert, die den gesamten Luftraum Chinas abdecken. Darüber hinaus existieren punktuelle Flugabwehrstellungen zum Schutz hochwertiger Einrichtungen.
Einen Schwerpunkt der weiteren Entwicklung stellt die Fähigkeit zur Abwehr ballistischer Raketen dar. Neue Varianten der HQ-9 sind dazu begrenzt in der Lage. Für das Importsystem S-400 sowie die im Test befindliche Eigenentwicklung HQ-19 stellt dies eine Hauptaufgabe dar.